# Hermann Lang

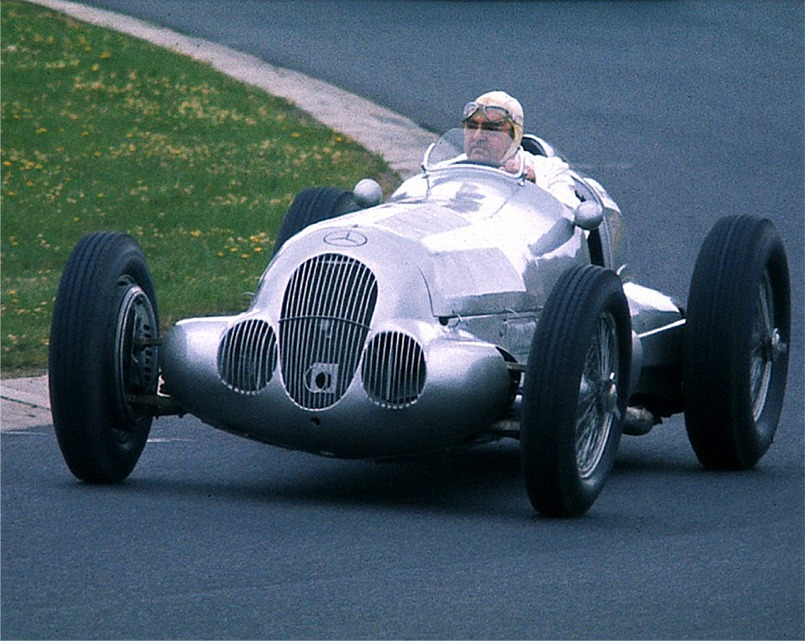
Hermann Lang en Mercedes-Benz W 125

Hermann Lang (Bad Cannstatt, 6 april 1909 – 19 oktober 1987) was een Duits Formule 1-coureur. Hij reed in 1953 en 1954 2 Grands Prix voor de teams Maserati en Mercedes-Benz en scoorde hierin 2 punten.